# Scelotes uluguruensis
Espèce
Scelotes uluguruensis est une espèce de sauriens de la famille des Scincidae.

## Répartition
Cette espèce est endémique des monts Uluguru en Tanzanie.

## Étymologie
Son nom d'espèce, composé de uluguru et du suffixe latin -ensis, « qui vit dans, qui habite », lui a été donné en référence au lieu de sa découverte, les monts Uluguru.

## Publication originale
- Barbour & Loveridge, 1928 : A comparative study of the herpetological fauna of the Uluguru and Usambara mountains, Tanzania Territory with descriptions of new species. Memoirs of the Museum of Comparative Zoology, Cambridge, Massachusetts, vol. 50, no 2, p. 85-265 (texte intégral).